# Mario Mazzacurati
Pour les articles homonymes, voir Mazzacurati.
Le Docteur Mario Mazzacurati, né le 21 octobre 1903 à Padoue et décédé le 17 avril 1985 à Rome à 81 ans, était un pilote automobile italien occasionnel, sur des circuits automobiles routiers ou spécifiques, ayant bâti l'essentiel de sa carrière en sport automobile sur le continent africain
Il courut sous les pseudonymes de "Mario", ou de "Mario Massacuratti".

## Biographie
Ayant passé un doctorat de géologie à l'université de Bologne, sa carrière derrière un volant lors de compétitions s'étala ensuite entre 1928 et 1954.
Il émigre en 1930 en Afrique du Sud pour y exercer son métier d'ingénieur, participant sur place à la construction d'immeubles et de routes. Il est alors aussi impliqué dans l'exploitation de mines d'étain au Swaziland.
Vers 1935 il met en place au Cap le Eagle Racing Stable, sa société importatrice de voitures de course européennes (Bugatti Type 35 B et C, Alfa Romeo Monza, et Maserati 6C-34, entre autres). Il vend notamment plusieurs véhicules de Tazio Nuvolari, ce qui laisse à penser à l'époque localement qu'il est le propre cousin de ce dernier. Malgré sa reconnaissance  comme pilote, il est interné par précaution durant le second conflit mondial, et il réussit alors une audacieuse évasion avant de rejoindre le vieux continent.

## Carrière sportive
Dès 1928, il est troisième du Grand Prix du Maroc tourisme sur Bugatti (épreuve qu'il dispute encore deux ans plus tard). Il remporte le deuxième Grand Prix d'Afrique du Sud en 1936 avec une T35B, puis il obtient une troisième place en 1937, et encore en 1939 sur Maserati 6CM semi-officielle alors que le Grand Prix est réservé à des voiturettes de 1 500 cm3 (vainqueur Luigi Villoresi, toujours au Circuit Prince George à l'époque appelé circuit d'East London). "Mario" participe encore aux Mille Miglia en 1929, 1930 avant son départ, et 1954.